# Шмаилов, Барух
Барух Шмаилов (ивр. ברוך שמאילוב‎; род. 2 сентября 1994, Израиль) — израильский дзюдоист. Многократный обладатель серебряных и бронзовых медалией международных турниров, победитель чемпионата Европы до 23 лет 2014 года.

## Биография
Барух Шмаилов родился в израильском городе Хедере. Когда ему было 6 лет, его мама отвела его в секцию джиу-джитсу и каратэ.
Через год он стал заниматься дзюдо. В 11-летнем возрасте на него обратил внимание дзюдоист и политический деятель Йоэль Развозов, который посоветовал ему продолжить тренировки в институте Вингейта.

### Начало карьеры
В сентябре 2014 года Барух впервые принимает участие в международном турнире. Он выступает в юниорском чемпионате Европы до 21 года и завоёвывает золотую медаль.
В том же году занимает первое место на молодёжном чемпионате до 23 лет.

### Турниры
В марте 2015 завоевал первую серебряную медаль в турнире Гран-При в Тбилиси.
В октябре того же года победил в чемпионате Израиля, выиграв финальный поединок у Тохара Бутбуля.
В 2021 году, после турнира в Дохе, был выбран представлять Израиль на Олимпиаде в Токио. Другим претендентом на поездку был Таль Фликер.
Олимпиада 2020
На соревнованиях в Токио Барух занял 5-е место.
| Категория | Спортсмены    | 1/64 финала        | 1/32 финала            | 1/16 финала        | Четвертьфинал              | Полуфинал               | Финал                  | Место |
| Категория | Спортсмены    | Соперник Результат | Соперник Результат     | Соперник Результат | Соперник Результат         | Соперник Результат      | Соперник Результат     | Место |
| --------- | ------------- | ------------------ | ---------------------- | ------------------ | -------------------------- | ----------------------- | ---------------------- | ----- |
| до 66 кг  | Барух Шмаилов | не проводится      | MOZК. Лофорте В 11:0s1 | AUSН. Кац В 1:0    | GEOВ. Маргвелашвили П 0:10 | Турнир за 3-е место     | Турнир за 3-е место    | 5     |
| до 66 кг  | Барух Шмаилов | не проводится      | MOZК. Лофорте В 11:0s1 | AUSН. Кац В 1:0    | GEOВ. Маргвелашвили П 0:10 | SLOА. Гомбок В 1:0s1 GS | BRAД. Карнин П 0s1:1s1 | 5     |